# توماس سوچک
توماس سوچک (به چکی: Tomáš Souček) (زادهٔ
۲۷ فوریهٔ ۱۹۹۵) بازیکن فوتبال اهل جمهوری چک است که در پست هافبک دفاعی در باشگاه وستهام یونایتد و تیم ملی جمهوری چک بازی می‌کند.

## افتخارات

### باشگاهی
اسلاویا پراگ
- لیگ برتر فوتبال جمهوری چک: ۱۷–۲۰۱۶، ۱۹–۲۰۱۸
- جام حذفی فوتبال جمهوری چک: ۱۸–۲۰۱۷، ۱۹–۲۰۱۸

### فردی
- بهترین بازیکن سال چک: ۲۰۱۹،[۳] ۲۰۲۰[۴]
- توپ طلا (جمهوری چک): ۲۰۲۰[۵]

### بین‌المللی
جمهوری چک
- مدال برنز جام چین: ۲۰۱۸[۶]